# Julio Ruiz de Alda
Julio Ruiz de Alda Miqueleiz (Lizarra, Navarra, 7 d'octubre de 1897 - Madrid, 23 d'agost de 1936) fou un aviador espanyol.
Era fill de Silvio Ruiz de Alda i Francisca Miqueleiz. Amb quinze anys va ingressar en l'Acadèmia preparatòria Militar Iriarte. Després de l'examen d'ingrés en l'Acadèmia d'Artilleria de Segòvia, ingressa l'1 de setembre de 1913, amb el nombre 1 de la seva promoció. Després del seu pas per l'Acadèmia Militar de Segòvia, passa pel regiment de Muntanya amb base a Vitòria, i a l'any següent pel regiment Mixt amb base en Tetuan, amb motiu de la guerra. Poc temps després, va obtenir el títol de pilot per l'Escola aèria de Getafe. És en aquest moment, quan crea la Companyia Espanyola de Treballs Fotogramétrics Aeris (CETFA), però aquest projecte es veu interromput pel nou conflicte en el Protectorat del Marroc. Poc temps després realitza la gran proesa de creuar l'Oceà Atlàntic sud en l'hidroavió Plus Ultra, amb Ramón Franco i el mecànic Rada, en un trajecte de més de 10.000 km entre Palos de la Frontera (Huelva) i Buenos Aires. Per aquesta fita, va rebre la Medalla al Mèrit Aeri i va ser nomenat Gentilhome d'Alfons XIII i membre del Consell Superior d'Aviació. D'aquesta gesta deixaria constància en el llibre "De Palos al Plata". Va ser ascendit a Cap de Grup, i nomenat resident per a Espanya de la Federació Internacional Aeronàutica.
Assistí com ponent i vicepresident, al congrés internacional d'aviadors transatlàntics, celebrat en Roma, on rep de mans de Benito Mussolini l'Encomana de Sant Gregori el Magne. Va intentar una nova fita, quan va començar a preparar la volta al món, un cop més al costat de Ramón Franco, a bord d'un Dornier 16, però va fracassar al juny de 1928.
Va ser un dels fundadors de la Falange al costat de José Antonio Primo de Rivera. El 18 de juliol de 1936 es trobava empresonat a la Presó Model de Madrid, i fou assassinat a la presó durant les primeres setmanes de la Guerra Civil espanyola. Es diu que la seva mort, va ser el que va impulsar a Ramón Franco, que s'havia destacat com activista republicà, a unir-se als militars revoltats, dirigits pel seu germà Francisco Franco. Dos dels germans de Julio Ruiz de Alda, Manuel i Eustaquio Ruiz de Alda, van lluitar en la guerra, amb l'exèrcit revoltat. Eustaquio era Capità d'aviació, estava destinat com a pilot a Àfrica, i va anar dels primers aviadors a revoltar-se, i morí en combat el 1937.